# Bernard Hirsch
Pour les articles homonymes, voir Hirsch.
Bernard Hirsch est un ingénieur, urbaniste et résistant français, né le 20 juillet 1927 à Courbevoie et mort le 8 septembre 1988 à Paris.

## Biographie
Bernard Hirsch naît le 20 juillet 1927 à Courbevoie dans une famille juive originaire d'Allemagne, de Bohême et d'Alsace-Lorraine. Il est le fils d'Étienne Hirsch et de Thérèse Bernheim. 
Ses grands-parents Richard et Marianne Hirsch, son grand-père Alexandre Bernheim, son oncle Pierre Bernheim, sa tante Juliette Lévy et ses cousins Michèle, Jean-Paul, Alain et Catherine Lévy, tous déportés, sont assassinés à Auschwitz entre 1942 et 1944.
En 1943, âgé de 16 ans, il s'engage dans la Résistance, d'abord comme agent de liaison puis dans le maquis d'Yssingeaux. Il rejoint ensuite le 1er bataillon de choc du commandant Fernand Gambiez. Participant activement au combat pour la Libération, et notamment à la bataille d'Alsace, il reçoit la médaille de la Résistance et la Croix de guerre.
Après la guerre, il sort diplômé de l'École polytechnique puis de l'École nationale des ponts et chaussées.
Après avoir été directeur des Travaux publics de Mauritanie et du Mali, il est le principal concepteur de la ville nouvelle de Cergy-Pontoise de 1965 à 1975, d'abord comme directeur de la mission d'aménagement, puis comme directeur général de l'établissement public d'aménagement qui remplace celle-ci. De 1975 à 1983, il est chef du service régional de l'Équipement de la région parisienne et directeur de l'Institut d'aménagement et d'urbanisme de la région d'Île-de-France (IAURIF). Puis il est directeur de l'École nationale des ponts et chaussées de 1983 jusqu'à sa mort le 8 septembre 1988 à Paris.
Fils d'Étienne Hirsch, Français libre, ingénieur, il est le père de Martin Hirsch, haut fonctionnaire.

## Hommage
Une avenue porte son nom à Cergy-Pontoise (la préfecture du Val-d'Oise, le centre des Finances publiques et l'ESSEC Business School ont leur adresse sur cette avenue).

## Publications
- 1990 : L'Invention d'une ville nouvelle : Cergy-Pontoise, 1965-1975, récit d'un témoin, préf. Jean-Eudes Roullier et Guy Salmon-Legagneur, Presses de l'École nationale des Ponts et Chaussées, Paris, 293 p.  (ISBN 2-85978-140-4) ; rééd. 2000, 309 p.  (ISBN 2-85978-332-6).
- 2003 : L'Aménagement de la région parisienne : 1961-1969, le témoignage de Paul Delouvrier accompagné par un entretien avec Michel Debré, institut Paul-Delouvrier et Programme d'histoire et d'évaluation des villes nouvelles françaises, Presses de l'École nationale des ponts et chaussées, Paris, 220 p.  (ISBN 2-85978-374-1).